# Rocca Roveresca (Senigallia)
La Rocca di Senigallia, conosciuta anche come Rocca Roveresca, dal nome dei committenti, i Della Rovere, si trova a Senigallia, nelle Marche, in provincia di Ancona ed è uno dei più importanti monumenti della città e della regione: ospita mostre, eventi musicali ed artistici. Nel 2015 ha fatto registrare 46 090 visitatori.
Dal dicembre 2014 il Ministero per i beni e le attività culturali la gestisce tramite il Polo museale delle Marche, nel dicembre 2019 divenuto Direzione regionale Musei.

## Storia
La rocca così come appare oggi è il prodotto di un processo evolutivo verificatosi attraverso i secoli.
Il monumento risulta articolato in due rocche, l'una inglobata dentro all'altra: il corpo centrale, destinato a residenza signorile, è circondato dalla costruzione destinata alla difesa militare. 
Il grande complesso architettonico è frutto di fasi costruttive succedutesi nel corso dei secoli a partire dalla prima torre difensiva di epoca romana; a seguire la rocca voluta dal cardinal Albornoz nel XIV secolo, l'ampliamento dei Malatesta alla metà del XV secolo e infine l'intervento roveresco degli anni Ottanta del XV secolo. Quest'ultima ristrutturazione rinascimentale predomina sulle altre.

### Fino al XV secolo
Fin dalla colonizzazione romana avvenuta indicativamente nel 290 A.C. i coloni romani sentirono l'esigenza di fortificare Senigallia, e data la conformazione del luogo decisero di proteggere la città da eventuali pericoli provenienti dal mare, difatti edificarono una torre fortificata tra la città e il mare. La torre infatti sorgeva in un luogo particolarmente protetto tra il fiume Misa e il torrente Penna, oggi interrato.
La prima costruzione comprendeva un'unica torre a base quadrata costituita da blocchi d'arenaria e tufo, la quale successivamente venne inglobata da un'ulteriore torre medievale, costituita da pietra calcarea spugnosa, lavorata in grossi blocchi rettangolari bugnati, alcuni dei quali ora corrosi, ma in complesso molto ben conservati, in quanto anche quest'ultima è inglobata nelle successive ristrutturazioni che l'hanno protetta dall'azione erosiva degli agenti atmosferici.
Nel 1350 in seguito al cambiamento della residenza papale da Avignone a Roma il cardinale spagnolo Albornoz, legato papale, venne incaricato di consolidare il potere pontificio nell'Italia centrale, allora Stato della Chiesa, edificando numerose fortezze fra le quali la rocchetta di Senigallia.
Quando la famiglia Malatesta nel 1379 acquisì i territori di Senigallia ripresero i lavori alla rocca già cominciati dall'Albornoz. La rinascita della città fu segnata nel corso del Quattrocento da due momenti di grande rilievo: la signoria di Sigismondo Pandolfo Malatesta intorno alla metà del secolo, e quella di Giovanni della Rovere che, a partire dal 1474, dette vita ad un potere familiare che durò ininterrottamente fino al 1631. Sigismondo Malatesta che aveva intenzione di espandere i suoi territori in quanto signore di Rimini e Fano, decise di ricostruire, ampliare la città e ripopolare un territorio tutt'altro che ideale come quello di Senigallia che si era spopolato anche a causa della presenza delle saline, ridotte a paludi, fortemente malsane e non adatte all'urbanizzazione.
Inizierà quindi un'opera di risanamento e bonifica concretizzata solamente nel 1479 con la realizzazione del “fosso grando per seccare l'acqua”, lavoro affidato a Christoforo De Mantua.
La ripopolazione della città fu rapida quanto la costruzione di una cinta fortificata, fabbricata con il contributo di uomini e materiali provenienti da tutti i possedimenti malatestiani, mentre si comincia ad ampliare e rinforzare la Rocchetta Albornoziana. L'assenza di Sigismondo da Senigallia in quanto questa non fu mai sua residenza fissa contribuisce alla crescita demografica, economica ed edilizia della città, ma allo stesso tempo del malcontento cittadino. Per questo motivo i cittadini accolgono il passaggio di potere dalla famiglia dei Malatesta ai Della Rovere.

### La rocca roveresca

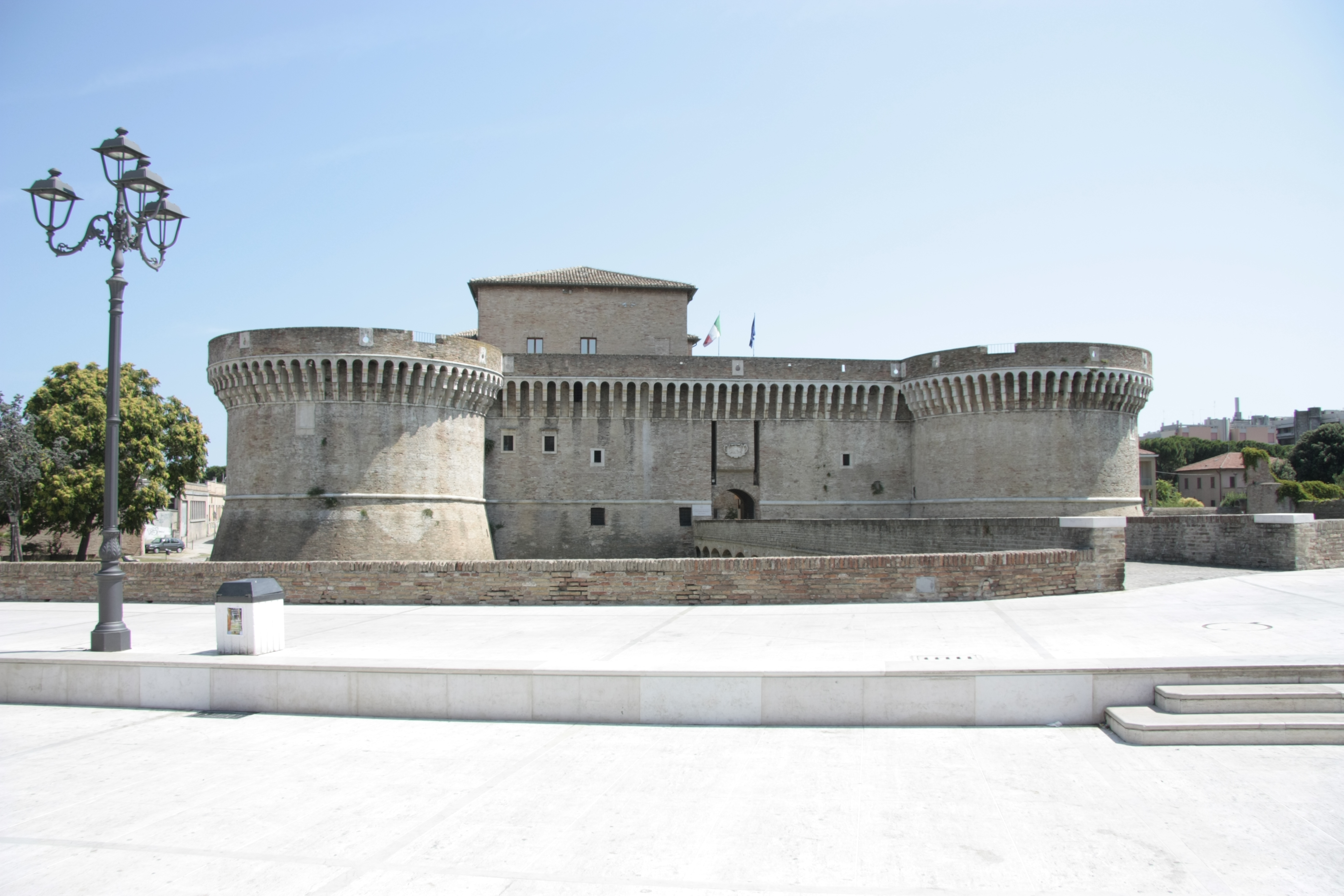
Lato mare

La sua struttura attuale è dovuta alla volontà di Giovanni della Rovere, Signore della città dal 1474 al 1501. 
La fortuna dei Della Rovere comincia con l'ascesa al pontificato di Francesco della Rovere che prende il nome di Sisto IV. Egli infatti nel giro di pochi anni riesce a far sposare i suoi nipoti con personaggi importanti dell'epoca: in particolare fa sposare Giovanni della Rovere con Giovanna da Montefeltro, figlia di Federico da Montefeltro che il papa nomina in quell'occasione duca di Urbino.
Il papa concede poi a Giovanni il territorio di Senigallia, oltre che la carica di prefetto di Roma e il ducato di Sora e di Arce. Il nuovo signore di Senigallia dovette affrontare numerosi problemi fra i quali il risanamento delle saline e le questioni difensive. 
I lavori furono inizialmente affidati a Luciano Laurana, che era al servizio del duca di Urbino. L'architetto nel 1478 progettò la parte residenziale della Rocca e il ponte levatoio che collega la rocca alla piazza antistante. L'architetto si trovò ad affrontare un problema progettuale: da un lato era vantaggioso costruire una torre fortezza sulle solide fondamenta romane, albornoziane malatestiane, ma dall'altro dal punto di vista progettuale è difficile coniugare le nuove esigenza alla struttura preesistente, infatti il nuovo progetto dovrà contenere un alloggio per le milizie preposte alla sua difesa e un appartamento, che in caso di necessità dovesse ospitare il signore. Laurana risolve la questione del terrapieno della piazza e quello delle gallerie sotterranee che la attraversano, le quali, in caso di necessità dovevano consentire il collegamento tra la rocca e l'antistante palazzo ducale. Lo stesso progetta e realizza l'appartamento ducale all'interno della fortificazione ottenuta anche mozzando la torre malatestiana. Questo, venne ultimato nel 1479, fatto testimoniato dall'apposizione degli stemmi, lavoro di rifinitura.
Dopo la morte di Laurana, viene chiamato Baccio Pontelli, al suo primo progetto autonomo di architettura militare. Il corpo centrale fu circondato con una nuova struttura difensiva, di forma quadrilatera ai cui angoli sono posti quattro massicci torrioni circolari. La realizzazione della splendida rocca avvenne in soli due anni, in quanto la minaccia “del turco” si faceva sempre più reale. All'interno e all'esterno della fortificazione, nelle troniere, negli architravi, negli stipiti, son ripetuti in continuazione i motti "IO DUX" – "IO PRE", abbreviazioni di "IOANNES DUX" - "IOANNES PREFECTUS" (prefectus = grafia mediolatina per praefectus), che stanno ad indicare "Giovanni duca di Sora" – "Giovanni prefetto di Roma".

### Dal XIX secolo

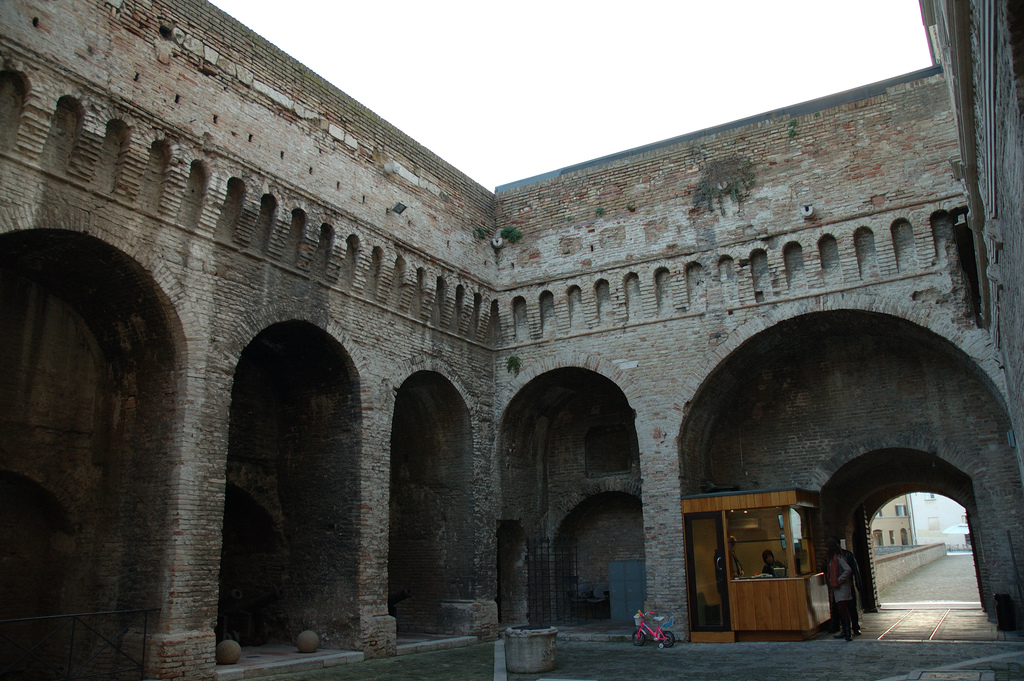
Il cortile interno

Venuto meno il saltuario uso residenziale che la rocca ebbe in età ducale, la prevalente utilizzazione a carcere istituita in età pontificia fu continuata anche nel periodo post unitario. Da documenti e fotografie storiche esistenti si evince che la rocca di Senigallia fu accomunata al destino di altre architetture militari o religiose acquisite la demanio dello Stato dopo l'unità d'Italia.
L'edificio, di cui si segnalano danni dovuti al terremoto del 1897 e poi a quello del 1930, venne adibito prima a casa di pena, di cui ancora oggi conserviamo le testimonianze dei carcerati attraverso scritte e disegni sui muri, lasciate visibili durante il restauro e poi, affittato alle suore del Protettorato di San Giuseppe, a “ricovero e cura dell'infanzia abbandonata”, ospitando orfani di guerra, figli di carcerati ecc. 
La rocca, pur riconoscendone l'importante interesse storico-artistico, venne considerata un utile e capiente contenitore da adibirsi ad indifferenziate funzioni di pubblica utilità della città o a deposito di masserizie di varia nature e tale situazione continuò, se pure con specifiche varianti connesse ai diversi periodi storici, fino al secondo dopoguerra.
Così dopo la partenza delle suore e la presa in consegna della Soprintendenza, si avvicendano proposte di destinazioni d'uso e usi contingenti legati al periodo bellico, come per esempio magazzini di generi di sussistenza militari, ricoveri antiaerei, depositi o casermaggi, fino a proporne funzioni quali Sede del Fascio e Caserma per Giovani Fascisti, ma anche biblioteca comunale negli ambienti del secondo piano. Accanto a svariati usi proposti nel secondo dopoguerra (abitazione per sfrattati, sede dell'Unione Nazionale Ufficiali in Congedo, deposito per materiali da pesca, ostello della gioventù…) che continuano ad identificare l'edificio solo in funzione delle necessità contingenti e delle attività turistiche e commerciali della città, si cominciano ad individuare specifiche destinazioni d'uso di tipo culturale.
Nel 1947 il Comune propose di collocarvi un insieme di istituzioni culturali cittadine (pinacoteca, biblioteca…) e nel 1953 in seguito a rinvenimenti di primitive strutture vennero sospesi i lavori in corso per più approfondite valutazioni sulle fasi costruttive dell'edificio.
Negli anni ‘60 si formò un comitato per la valorizzazione degli edifici storici della città e per l'apertura la pubblico dell'edificio, la cui globale fruizione continuò però ad essere compromessa dalle precarie condizioni conservative del complesso e dal procedere dei lavori di restauro, a loro volta spesso rallentati sia dalle insufficienti disponibilità economiche, sia dalla presenza di materiali in deposito e di attività varia ancora site in esso.
Alla luce della migliore rilettura dell'edificio resa possibile dai restauri, divenne sempre più chiaro che la rocca e il vallato circostante dovessero essere conservati e fruiti nella loro naturale sistemazione monumentale, e che la destinazione museale fosse la più consona alla rocca, anche come documento della storia della città.

## Descrizione

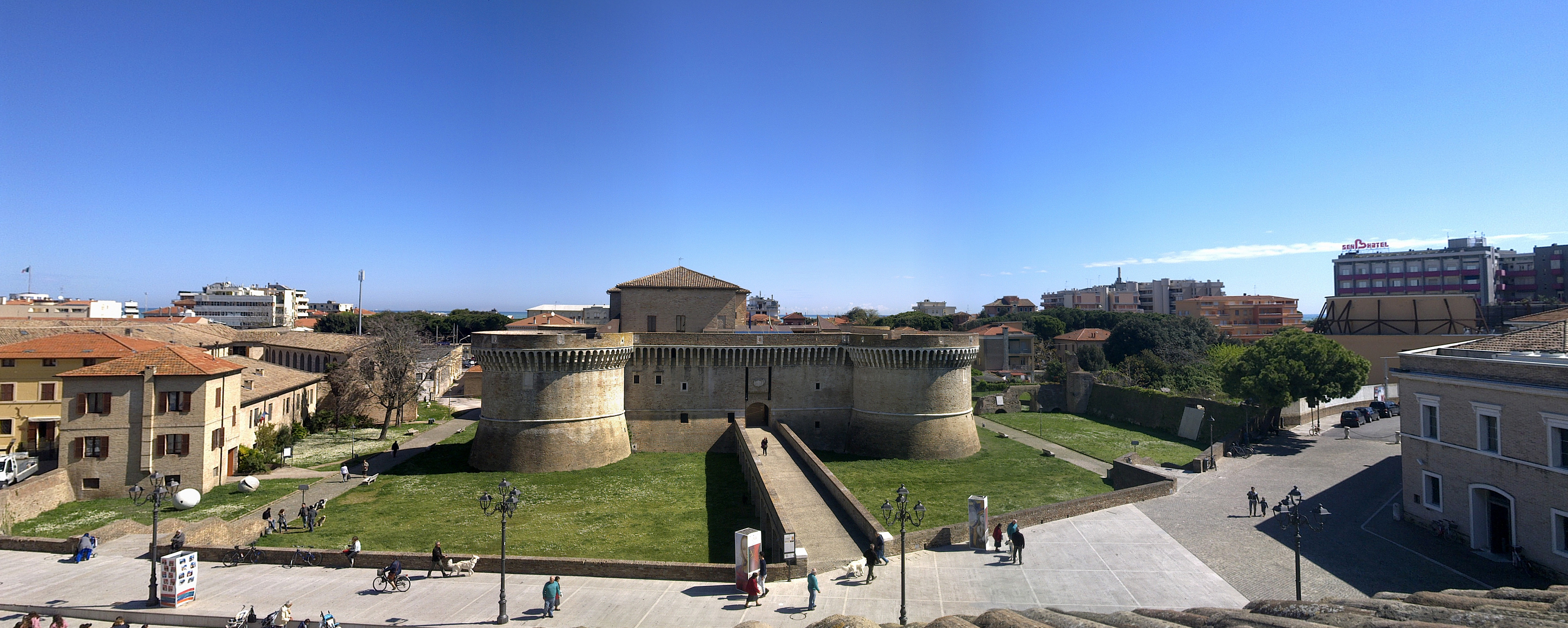
Vista della Piazza e della Rocca dal Palazzo del Duca

La Rocca Roveresca mostra all'esterno una struttura semplice e regolare dovuta al progetto di Baccio Pontelli che circondò la residenza signorile con una cinta quadrilatera ai cui angoli sono posti quattro bassi torrioni circolari, collegati fra loro e con il corpo centrale, da un organico sistema di comunicazione, verticale e orizzontale. L'apparente irregolarità degli spazi interni e dei percorsi è una caratteristica delle fortificazioni alla "moderna" e quindi cercata dallo stesso Pontelli, con lo scopo di creare un senso di disorientamento.
La complessità della struttura, dovuta anche alle stratificazioni storiche e progettuali, si manifesta dunque all'interno dove la dislocazione degli spazi risulta labirintica. 
Il cortile adempiva al duplice uso di cortile di casermaggio e di cortile di rappresentanza con un pozzetto decentrato tipico del rinascimento ed è funzionalmente elemento di raccordo tra l'ingresso dall'esterno, dal quale si accede attraverso il ponte levatoio e tra la parte residenziale e quella militare.

### Cortile
Tale cortile appare tipicamente quattrocentesco; tuttavia conserva chiare tracce delle costruzioni precedenti e consente una lettura delle quattro fasi principali vissute dalla Rocca. Di fronte all'ingresso principale possiamo vedere un muro della torre su cui si leggono tutte le vicende architettoniche della rocca: dalla base romana, alla prosecuzione della Rocchetta trecentesca, dovuta all'opera del cardinal Albornoz intorno al 1350, alla prima rocca quattrocentesca, fatta costruire un secolo dopo da Sigismondo Pandolfo Malatesta, ai segni dell'età roveresca, che consistono nel taglio in alto del maschio presente nelle precedenti costruzioni, in seguito alle nuove esigenze dovute all'introduzione dell'artiglieria. Questa parte della Rocca, frutto di molti cambiamenti succedutesi nel tempo, indica chiaramente che la zona su cui essa sorge è sempre stata considerata punto strategico della città per la costruzione di una fortificazione che costituisse il fulcro delle opere di difesa. Il muro con le arcate che si vede sul lato destro del cortile fa parte della cortina trecentesca, anche se esse furono rafforzate quando si rese necessario l'ampliamento della sezione del muro difensivo per creare piani di spostamento per l'artiglieria, in muratura, che sostituirono i camminamenti di legno. La cisterna della raccolta delle acque, posta accanto al pozzetto quattrocentesco risale al XIV secolo. Essa è circolare con un andamento verticale leggermente a pigna. La sua collocazione di particolare bellezza e funzionalità ci permette di affermare che nei secoli l'attuale cortile fu sempre destinato a spazio libero, più o meno ampio, circondato da mura difensive. Analoga cosa si può dire per l'ingresso: esso in tutte le costruzioni ha mantenuto la stessa posizione, come dimostra l'andamento delle mura difensive delle rocche precedenti.

### Torrioni
Ai vertici della struttura principale si sviluppano quattro torrioni di forma circolare come era tipico del periodo di transizione di fine XV secolo. Le “cronache cittadine” quattrocentesche narrano che il primo torrione ad essere edificato è quello a mare, a nord verso Fano, il secondo, quello a mare ad est verso Ancona, il terzo ad ovest verso l'antistante piazza e l'ultimo a sud. La successione delle costruzioni rivela che i pericoli più minacciosi per Senigallia alla fine del quindicesimo secolo erano considerati quelli che potevano venire dal mare, fatto particolarmente vero nei periodi di costruzione della rocca roveresca, quando le incursioni dei turchi minacciavano tutta la costa adriatica. Ciò è testimoniato anche dalla presenza nel lato nord-est della fortezza, quello a mare, di poche aperture e di un'unica porta apribile esclusivamente dall'interno, costruita successivamente.
I torrioni, nonostante le apparenze sono tutti di dimensioni differenti e, facendo il giro del terrazzo, si può notare come essi fossero costruiti a difesa del corpo centrale della rocca, evidenziando ancora una volta l'originalità di questo monumento che mostra, in effetti, come le rocche siano due, l'una completamente inglobata nell'altra. Attraverso il vetro della struttura posta a difesa dell'opera di restauro, si possono vedere i merli della prima rocca quattrocentesca e le strutture architettoniche che consentivano la mobilità del ponte levatoio. Affacciandosi da uno dei torrioni a mare è possibile immaginare meglio quale fosse la potenzialità difensiva della rocca. La sua massiccia struttura era circondata da un fossato pieno d'acqua, la cui immissione era regolata da un sistema di portelle e contenuta da un muro di cinta, grosso modo circolare, come risulta da antichi disegni. Tutt'attorno al terrazzo sono visibili troniere con la scritta IO DUX –IO PRE e, all'esterno, il grandioso coronamento di beccatelli in bianca pietra d'Istria che costituisce un piacevole contrasto con il mattone impiegato per l'intera costruzione.

### Sale interne
Per quanto riguarda la struttura interna, la zona residenziale si sviluppa su tre livelli, serviti da una scala a due rampe, con accesso dal cortile interno. Il livello inferiore era adibito alla guarnigione e all'alloggiamento per gli ufficiali della milizia preposta alla difesa della rocca. In fondo al corridoio terminale di quest'appartamento è ancora possibile una rilettura delle fasi di costruzione e ristrutturazione della rocca: quella trecentesca, malatestiana di cui si può intravedere lo sperone sotto la grata, e roveresca. I locali superiori (tre saloni) erano riservati alla rappresentanza e alla residenza del Duca. La sala posta al piano del terrazzo fa parte della zona destinata da Giovanni della Rovere a residenza della sua corte nei momenti di emergenza. Infatti, contemporaneamente a questi appartamenti, egli diede inizio all'edificazione di un vero e proprio palazzo, oggi distrutto di cui resta solo un bellissimo stemma, riproposto in maniera semplificata al secondo piano di questo edificio. Lo stemma di Giovanni della Rovere che consiste in una sfinge senz'ali sormontata da sette serpenti e posta sopra un cimiero, era anche raffigurata in un bassorilievo collocato sul torrione sud. Questa sala era uno dei tre saloni di rappresentanza, quelli in cui avrebbero potuto svolgersi le feste della corte e dei quali oggi è visibile solo questo. Il locale fu destinato a cappella, presumibilmente in epoca pontificia, quando la rocca fu adibita a carcere. Attraverso lo scalone principale della zona destinata a residenza, si accede al vero e proprio appartamento ducale. La disposizione degli ambienti è estremamente semplice, dato lo spazio molto limitato in quanto questa era considerata una residenza per i momenti di emergenza. Si possono notare in questa sala i capitelli finemente lavorati, e sulla destra rispetto all'ingresso, i due che raffigurano la sfinge non alata, emblema di Giovanni della Rovere. Anche qui compaiono le scritte IO DUX – IO PRE che si riferiscono ai titoli maggiori che il Della Rovere ebbe: quello di Duca di Sora e quello di Prefetto di Roma. Anche il matrimonio con Giovanna Da Montefeltro comportò l'acquisizione, nello stemma roveresco, del cosiddetto “quarto di parentela”, cioè delle bande azzurre e oro con l'aquiletta della casata montefeltresca. Questi stemmi sono inseriti al centro delle volte dei soffitti di questo appartamento e, a seconda che vi compaiono o no lo stemma dei montefeltro è possibile risalire alla loro datazione. Infatti, prima del 1478, data del matrimonio, troviamo nell'arme roveresca due roveri, uno dei quali sarebbe stato sostituito dalle bande urbinati. Il motivo delle foglie di rovere e delle ghiande è presente sulle cornici delle porte e delle finestre. Di particolare interesse è la cappellina di questo appartamento: essa è a pianta quadrilatera sormontata da una cupola. Notevole è la soluzione della smussatura degli angoli dei muri attraverso stucchi che conferisce alla cappellina un aspetto armonioso. Il granaio era un locale di servizio della zona residenziale, caratterizzato soprattutto dalla presenza di un grosso serbatoio destinato probabilmente a contenere il grano necessario per i rifornimenti a coloro che risiedevano nella rocca particolarmente in caso di assedio.

### Sotterranei
Nei sotterranei sono ubicate, in un locale quadrangolare le celle per i detenuti. Queste anguste prigioni furono ricavate da luoghi probabilmente strutturati in origine per essere cannoniere. Sono vere e proprie celle di morte, come si può rilevare dalle piccole prese d'aria che consentivano, più che la sopravvivenza, una lenta agonia. Non è possibile precisare quando sia avvenuta la trasformazione delle cannoniere in celle, probabilmente quando la rocca fu adibita a carcere. Dal percorso per accedere al piano superiore è visibile l'antica torre difensiva romana costruita con pietra calcarea spugnosa lavorata in grossi blocchi rettangolari bugnati, alcuni dei quali corrosi ma in complesso molto ben conservati, in quanto la torre fu inglobata nelle successive ristrutturazioni che l'hanno protetta dall'azione corrosiva degli agenti atmosferici. Per collegare questi ambienti venne realizzata una bellissima scala a chiocciola tuttavia mai usata. Lo conferma la mancanza dei lavori di protezione che avrebbero dovuto attenuare la pericolosità dei ripidi gradini monolitici. Non sono, infatti, mai state trovate tracce di una ringhiera. Tutta realizzata in pietra bianca d'Istria, essa è sicuramente il pezzo di maggior pregio della struttura sia dal punto di vista stilistico che da quello ingegneristico.